# SSM-2
L'SSM-2 Type 17 (17式艦対艦誘導弾, Hitonana shiki kantaikan yūdōdan) è un missile antinave superficie-superficie, versione navalizzata del Type 12,  che è impiegato sulle navi da combattimento della Forza marittima di autodifesa del Giappone. Il missile è prodotto da Mitsubishi Heavy Industries, ed è noto con la sigla SSM-2, ma è anche ufficialmente denominato come Type 17 Ship-to-Ship Missile (in giapponese Hitonana shiki kantaikan yūdōdan).
Il missile SSM-2 è entrato in servizio nel 2017 e ha sostituito il precedente missile imbarcato SSM-1B sulle navi giapponesi, e in particolare, è stato adottato per armare i cacciatorpediniere della classe Maya e le  fregate Mogami.

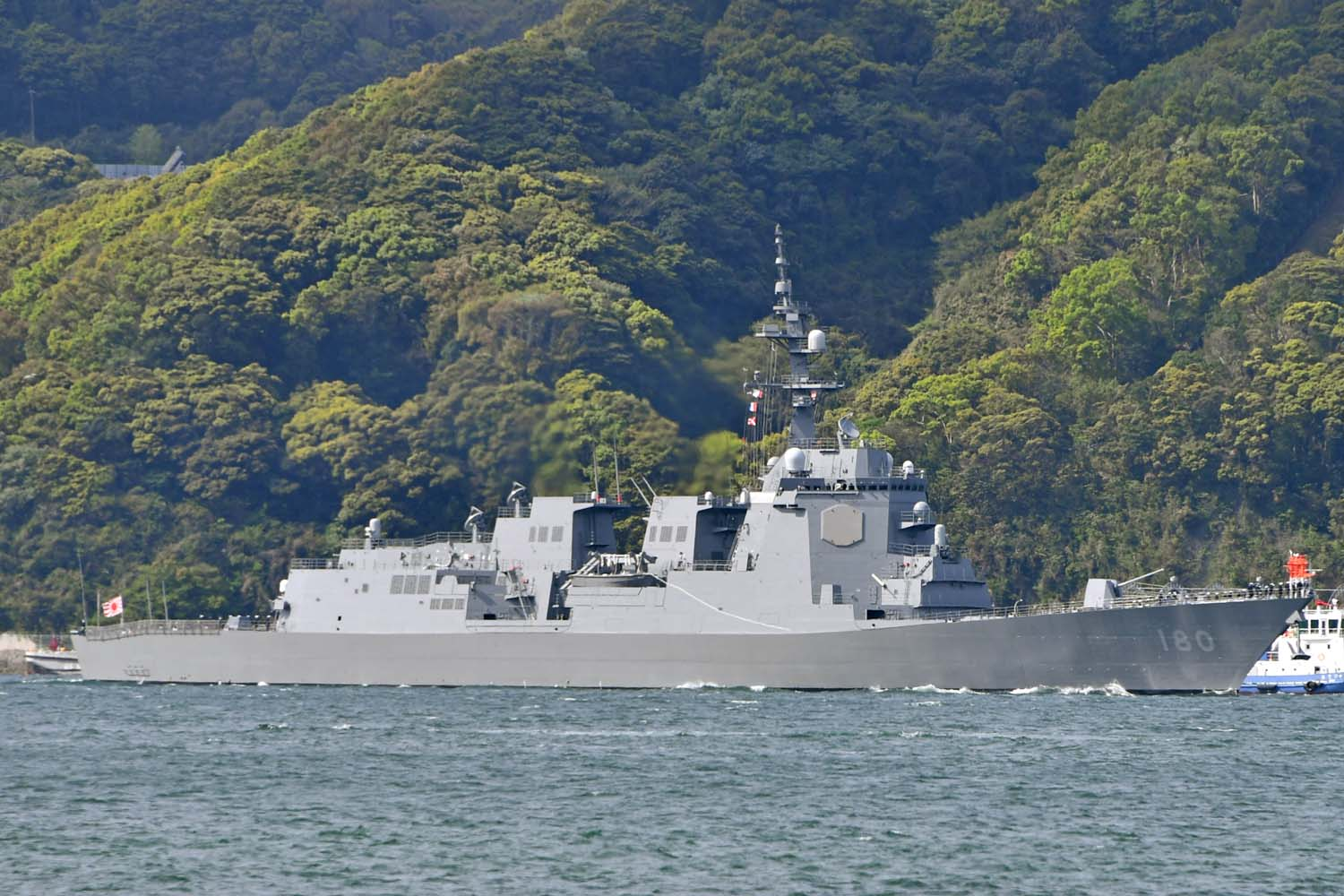
Il cacciatorpediniere Haguro è armato con i missili SSM-2 Type 17 che si trovano al centro della nave.

## Descrizione tecnica
Il missile superficie-superficie antinave Mitsubishi SSM-2 è lungo 5 m con il razzo booster (4 m senza il booster), ha un diametro di 0,35 m, un'apertura alare di 1,2 m, e pesa complessivamente 700 kg.  La testata bellica ha un peso di 250 kg, ed è composta da esplosivo ad alto potenziale (HE). Il sistema propulsivo utilizza un turbogetto Mitsubishi TJM2 e un razzo booster che pesa 110 kg. La velocità massima è di 1.150 km/h, e la gittata di circa 400 km.  Il sistema di guida comprende il sistema di navigazione inerziale (INS), la guida satellitare tramite GPS, e per la fase terminale di volo la guida radar attiva (ARH).  Il profilo di volo è sea-skimming, ossia al livello del mare a un'altitudine di appena 5 metri dalla superficie. Inoltre è stato dotato di data-link che permette di aggiornare le informazioni sul bersaglio anche dopo il lancio. Può essere impiegato per compiere attacchi di precisione su bersagli terrestri inserendo le coordinate tramite il sistema di puntamento supportato dal GPS.

## Evoluzione e versioni

Lo schema che mostra l'evoluzione dei missili antinave dall'ASM-1 fino ai nuovi SSM

La famiglia dei missili antinave giapponesi ha origine dal primo modello aviolanciabile ASM-1,  simile al francese Exocet, e si è sviluppata attraverso miglioramenti costanti che hanno prodotto le versioni imbarcate e per lanciatore mobile terrestre. 
Il missile SSM-2, anche denominato come Type 17 Ship-to-Ship Missile (Hitonana shiki kan tai kan yūdōdan), è entrato in servizio nel 2017. Quest'ultima evoluzione deriva dal precedente Mitsubishi Type 12 SSM, e ha sostituito il Type 90 SSM-1B, raddoppiandone praticamente la gittata, e portando il raggio d'azione a 400 km.

### Pubblicazioni
- Cristiano Martorella, La crescita dei missili antinave giapponesi, in Panorama Difesa, n. 389, Firenze, ED.A.I., ottobre 2019, pp. 40-49.
- Cristiano Martorella, Il missile antinave Type 17, in Panorama Difesa, n. 420, Firenze, ED.A.I., luglio 2022, pp. 72-75.